# Ютшина
Ютшина (пол. Jutrzyna) — село в Польщі, у гміні Вйонзув Стшелінського повіту Нижньосілезького воєводства.
Населення — 318 осіб (2011).

## Демографія
Демографічна структура станом на 31 березня 2011 року:
|          | Загалом | Допрацездатний вік | Працездатний вік | Постпрацездатний вік |
| -------- | ------- | ------------------ | ---------------- | -------------------- |
| Чоловіки | 151     | 33                 | 109              | 9                    |
| Жінки    | 167     | 28                 | 105              | 34                   |
| Разом    | 318     | 61                 | 214              | 43                   |